# Kałwągi
Kałwągi (niem. Kaltwangen) – wieś w Polsce położona w województwie warmińsko-mazurskim, w powiecie kętrzyńskim, w gminie Korsze. W latach 1946–1954 wieś jako siedziba gromady była częścią dawnej Gminy Sątoczno (Laukinikowo). W latach 1975–1998 miejscowość administracyjnie należała do województwa olsztyńskiego. Wieś jest siedzibą sołectwa, do którego oprócz niej należy jeszcze Wetyn i Kamień.

## Części wsi
| SIMC    | Nazwa | Rodzaj     |
| ------- | ----- | ---------- |
| 0479184 | Wetyn | przysiółek |

## Historia

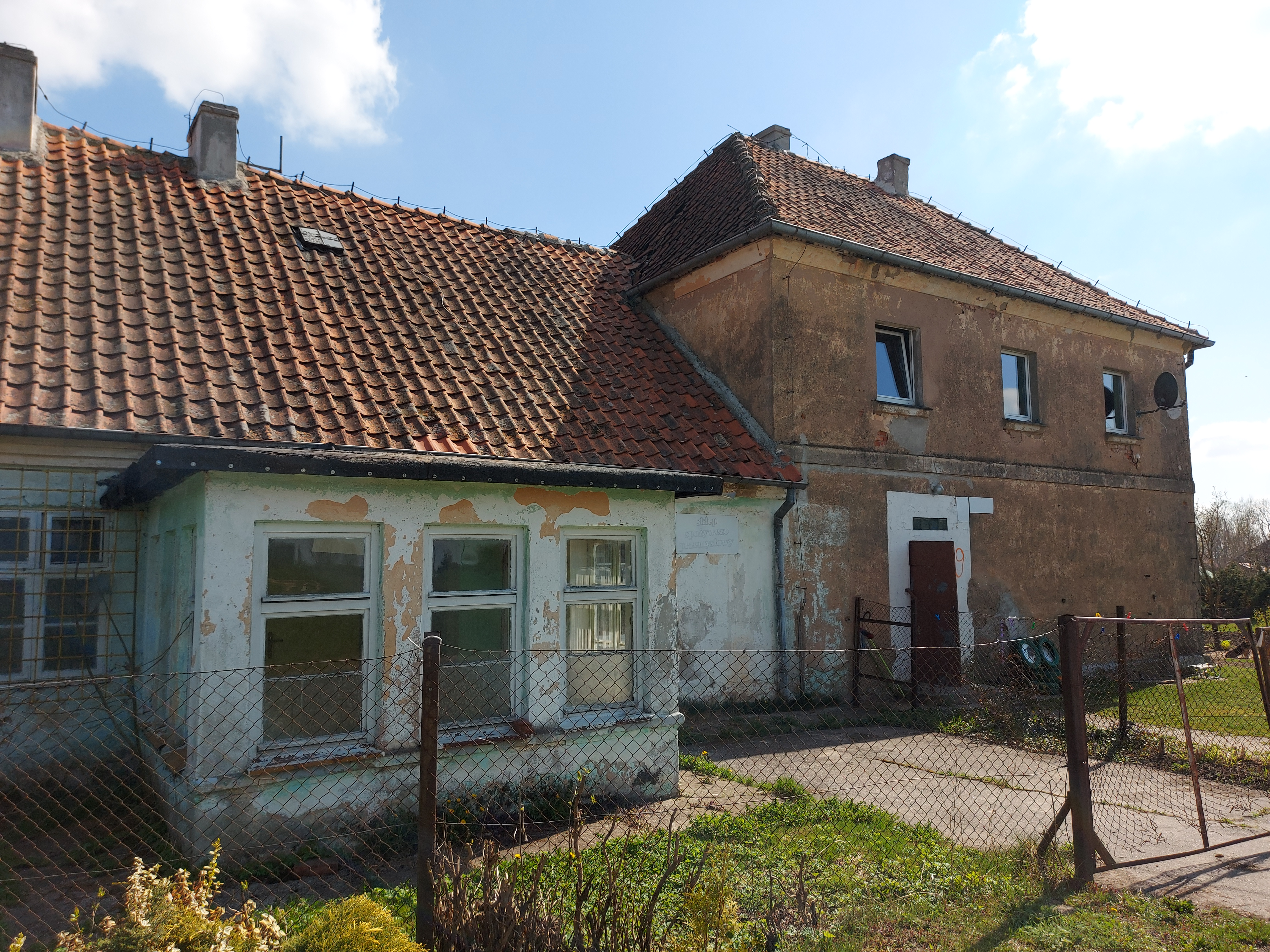
Budynek dawnej szkoły

Kałwągi powstały w XIV wieku jako wieś czynszowa na prawie chełmińskim. Obszar wsi powiększony został w roku 1359 o dwie morgi przez wielkiego mistrza krzyżackiego Winricha von Kniprode. Wieś miała wówczas obszar 50 włók z których 5 należało do sołtysa. Czynsz wynosił pół grzywny i w naturze dwie kury od włóki. We wsi była też karczma. Wieś w tym czasie należała do parafii w Sątocznie.
W 1913 roku Kałwągi należały do dóbr grafa Fritza zu Eulenburga w Prośnie. W roku 1939 w Kałwągach działała dwuklasowa szkoła. 
Po wojnie światowej powstała tu szkoła podstawowa, która w 1970 roku miała 8 oddziałów. Szkoła ta była filią Szkoły Podstawowej w Sątocznie wybudowanej w 1964. Szkoła filialna w Kałwągach funkcjonowała do końca roku szkolnego 1977/78. We wrześniu 1978 została włączona do Zbiorczej Szkoły Podstawowej w Sątocznie.
27 sierpnia 2013 r. odsłonięto kamień pamiątkowy, upamiętniający myśliwych z majątku w Prośnie, którzy zginęli na frontach I wojny światowej a odnowiony przez Stowarzyszenie na Rzecz Rozwoju Regionu "Dolina Gubra". Gościem honorowym uroczystości był hrabia Udo zu Eulenburg, syn fundatora pomnika. W uroczystości odsłonięcia brał udział nadleśniczy Nadleśnictwa Bartoszyce Zbigniew Pampuch oraz burmistrz Korsz Ryszard Ostrowski.

## Zabytki i obiekty historyczne
Pamiątkowy głaz, ufundowany przez hrabiego Fritza zu Eulenburg, właściciela majątku w Prośnie, upamiętniający myśliwych z majątku w Prośnie, którzy zginęli na frontach I wojny światowej: Karla Zachau z Kałwąg, Fritza Steinbecka z Błuskajm Małych i Gustava Heinricha z Sajny Wielkiej. Dawniej kamień znajdował się obok drewnianej leśniczówki. Gdy w styczniu 1945 roku na te tereny wkroczyła Armia Czerwona, pomnik został ostrzelany z broni palnej (ślady kul widoczne do dzisiaj). W 2013 r. kamień został odnowiony i udostępniony przez stowarzyszenie "Dolina Gubra". Obecnie kamień ten ustawiony jest na skrzyżowaniu dróg leśnych w pobliżu Kałwąg. Obok znajduje się leśne miejsce odpoczynku z drewnianym stołem i ławkami. Tablica informacyjna, stojąca obok kamienia, zawiera tłumaczenie widniejących na nim napisów oraz archiwalne zdjęcie, wykonane przy pomniku w 1925 roku.

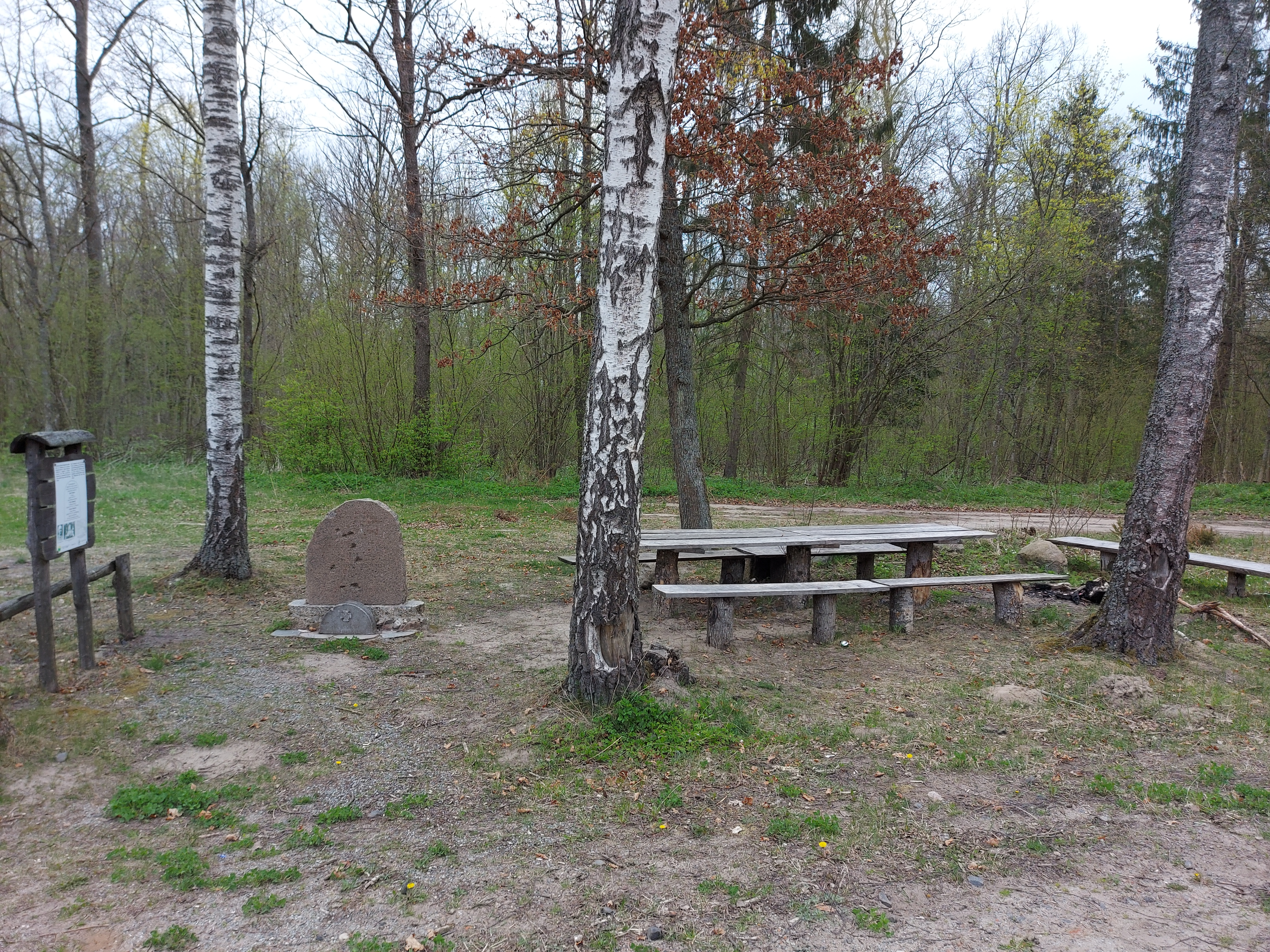
leśne miejsce pamięci
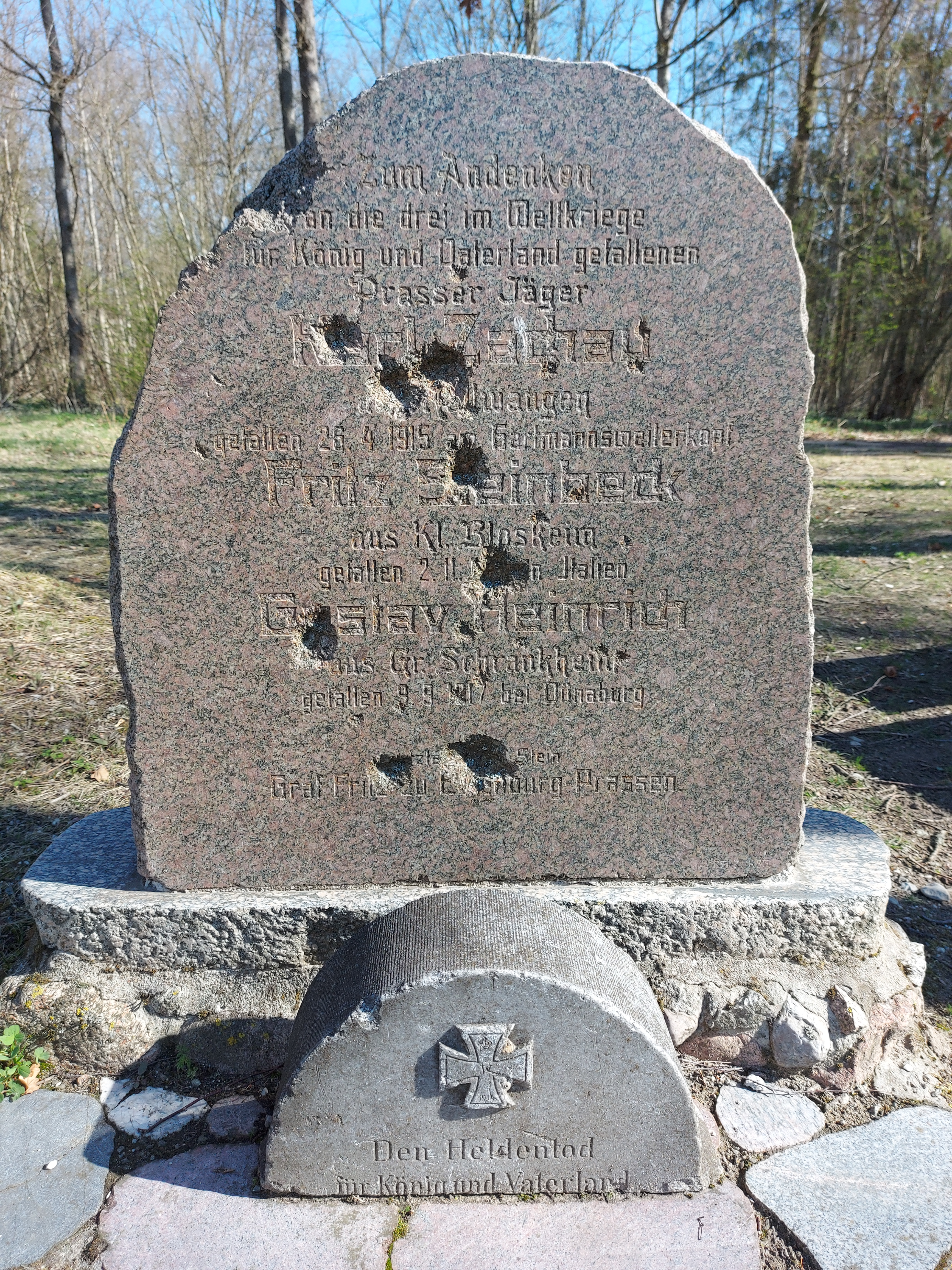
Kamień pamiątkowy
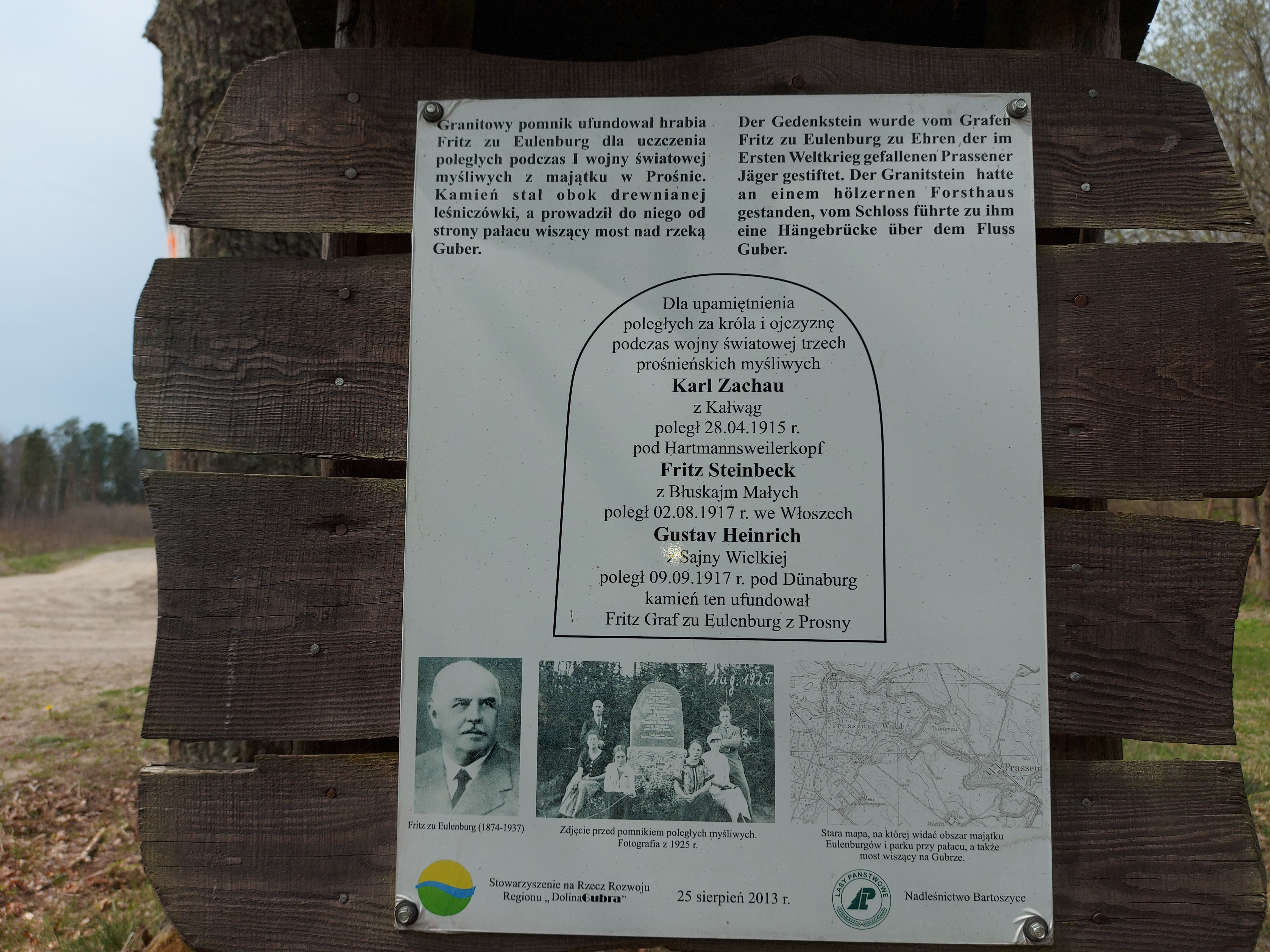
tablica informacyjna

## Ochrona przyrody
Teren Kałwąg łącznie z przysiółkiem Wetyn wchodzi w skład  obszaru Natura 2000, a mianowicie obszaru specjalnej ochrony ptaków Ostoja Warmińska. Ponadto na północ od wsi znajduje się Obszar Chronionego Krajobrazu Doliny Rzeki Guber. 

## Demografia
W roku 1785 we wsi były 24 domy, a w 1817 było ich 22 z 215 mieszkańcami. W 1925 we wsi mieszkało 125 osób. W 1933 - 201 mieszkańców. W roku 1939 -  172 mieszkańców. W 1970 -  183 mieszkańców, w 2006 w Kałwągach mieszkały 103 osoby, w 2016 – 116 osób.